# رشدی زم
رشدی زِم (فرانسوی: Roschdy Zem‎؛ زادهٔ ۲۷ سپتامبر ۱۹۶۵) یک هنرپیشه و کارگردان فرانسوی مراکشی‌تبار است.
وی برنده جایزه بهترین بازیگر مرد جشنواره فیلم کن در سال ۲۰۰۶ شده است.
از فیلم‌ها یا برنامه‌های تلویزیونی که وی در آن نقش داشته است می‌توان به رود لندن، شوشو، مسابقه، برخورد، درست شبیه یک زن، روزهای افتخار ، نور سرد روز اشاره کرد.